# Halo de meteorización

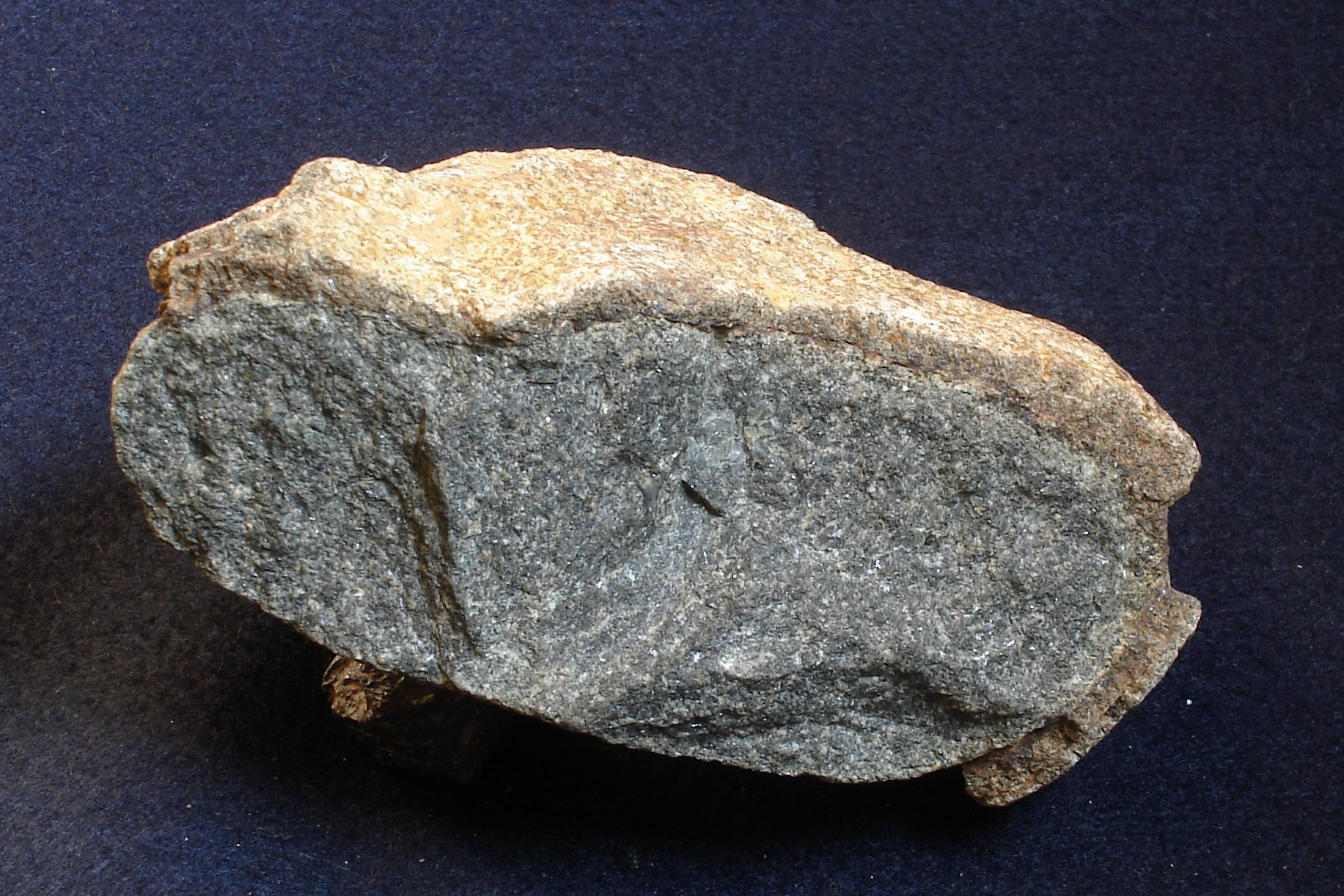
Foto de un canto de basalto con un halo de meteorización.

Se denomina halo de meteorización a una capa exterior meteorizada que se forma en ciertas rocas. El grosor del halo de meteorización varía dependiendo del alcance hacia el interior de la roca que haya tenido la oxidación de los minerales.